# Andrea Garosio
Andrea Garosio (Chiari, 6 december 1993) is een Italiaans wielrenner.
Garosio reed tot 2017 voor amateurploegen. Zowel in 2017 als 2018 was hij stagiair bij Bahrain-Merida. In 2018 reed hij voor de Pro-Continentaleploeg D'Amico Utensilnord. In 2019 kwam hij bij Bahrain-Merida waarmee hij deelnam aan de Ronde van Italië 2019.

## Resultaten in voornaamste wedstrijden
| Jaar | Ronde van Italië | Ronde van Frankrijk | Ronde van Spanje |
| ---- | ---------------- | ------------------- | ---------------- |
| 2019 | 98e              |                     |                  |
| 2020 |                  |                     |                  |
| 2021 |                  |                     |                  |
| 2022 |                  |                     |                  |
| 2023 |                  |                     |                  |
| 2024 |                  |                     |                  |

| Jaar | Ronde van Lombardije |
| ---- | -------------------- |
| 2019 | 69e                  |
| 2020 | 40e                  |
| 2021 | 49e                  |
| 2022 |                      |
| 2023 | 86e                  |
| 2024 | opgave               |

## Ploegen
- 2017 –  Bahrain-Merida (stagiair)
- 2018 –  D'Amico Utensilnord
- 2018 –  Bahrain-Merida (stagiair)
- 2019 –  Bahrain-Merida
- 2020 –  Vini Zabù-KTM
- 2021 –  Bardiani-CSF-Faizanè
- 2022 –  Biesse-Carrera
- 2023 –  EOLO-Kometa
- 2024 –  Polti-Kometa

Agnoli · Arashiro · Boaro · Bole · Bonifazio · Božič · Brajkovič · Cink · Colbrelli · Feng · García · Gasparotto · Grmay · Haussler · Insausti · Izagirre · Moreno · Navardauskas · A. Nibali · V. Nibali · Novak · Pellizotti · Per · Pibernik · Siwtsow · Visconti · Wang · Garosio (stagiair) · Padoen (stagiair) · Toniatti (stagiair)
Bettini · Brogi · Carlini · Corridori · Di Giovanni · Garosio · Merlino · Onesti · Orocito · Petrini · Raffaele · Samparisi · Taglioli · Vitiello
Agnoli · Arashiro · Bauhaus · Bole · Caruso · Colbrelli · Dennis     · Feng · García · Garosio · Haussler · Koren · Mohorič · A. Nibali · V. Nibali · Novak · Padoen · Pernsteiner · Pibernik · Pozzovivo · Sieberg · Teuns · Tratnik · Wang · Williams
Albanese · D. Bais · M. Bais · Bevilacqua · Fancellu · Fetter · Fortunato · Garosio · Gavazzi · Lonardi · Maestri · Á. Martín · D. Martín · Pietrobon · Piganzoli · Raccani (tot 9/8) · Rivi · Serrano · Sevilla · Tercero · De Cassan (stagiair) · Muñoz (stagiair)
D. Bais · M. Bais · De Cassan · Double · Fabbro · Fetter · Garosio · Gómez · Lonardi · Maestri · Á. Martín · D. Martín · Muñoz · Peñalver · Pietrobon · Piganzoli · Restrepo · Serrano · Sevilla · Tercero · Bagnara (stagiair) · Buttigieg (stagiair)  · Raccagni (stagiair)